# Sunset Boulevard (film)
Sunset Boulevard (även kallad Sunset Blvd.) är en amerikansk noir-film från 1950 med element av drama och svart humor. Filmen regisserades och var delvis skriven av Billy Wilder. Den fick sitt namn efter esplanaden med samma namn, vid vilken stumfilmens stjärnor byggde hus och levde, och som går genom Los Angeles och Beverly Hills.
William Holden spelar manusförfattaren Joe Gillis och Gloria Swanson spelar Norma Desmond; en avdankad filmstjärna som lockar Gillis till sin fantasivärld där hon drömmer om en triumfartad comeback. Erich von Stroheim, Nancy Olson, Fred Clark, Lloyd Gough och Jack Webb innehar birollerna. Regissören Cecil B. DeMille och kolumnisten Hedda Hopper spelar sig själva, medan stumfilmsskådespelarna Buster Keaton, H. B. Warner och Anna Q. Nilsson gör cameoframträdanden.
Filmen blev hyllad av många kritiker när den släpptes och nominerades senare till elva Oscar, varav den vann tre. Den räknas som en klassiker, ofta som en av de mest betydelsefulla amerikanska filmerna. Den ansågs vara kulturellt viktig av det amerikanska Library of Congress 1989 och valdes ut till den första gruppen av filmer som ska bevaras i National Film Registry. 1998 blev den rankad som nummer tolv på American Film Institutes lista över 1900-talets 100 bästa amerikanska filmer.

## Handling
Öppningsscenen avslöjar att en man har blivit mördad, och hans lik flyter med ansiktet nedåt i en swimmingpool. En berättare förklarar att mannen var en manusförfattare utan någon framgång. Filmen fortsätter med en tillbakablick där berättaren, nu vid namn Joe Gillis, beskriver sitt försök att fly i bil från två skuldindrivare som kräver tillbaka några av Gillis ägodelar. Han åker in på Sunset Boulevard under sin flykt och hamnar vid vad han antar är ett övergivet hus. Han går in i huset och möter där en tysk butler och en excentrisk gammal dam som misstar Gillis för en begravningsentreprenör, vilken skulle komma för att arrangera begravningen av hennes nyligen döda schimpans. Gillis känner igen henne som Norma Desmond, en av de stora stumfilmsstjärnorna. Hon erbjuder honom arbete som korrekturläsare av det manus hon skrivit inför en planerad comeback, och då han ser chansen att tjäna pengar går han med på att arbeta för henne.

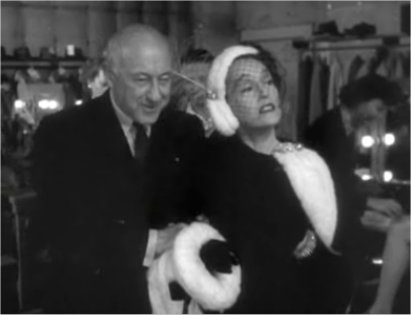
Norma Desmond på besök hos Paramount och Cecil B. DeMille.

Gillis blir till slut finansiellt beroende av Norma, som ger honom mycket uppmärksamhet och köper dyra kläder till honom; även om han ibland visar sig tycka att situationen är obehaglig gör han inget för att ändra på den. När Norma på nyårsafton avslöjar att hon är kär i honom blir han förskräckt. Han avvärjer hennes försök att förföra honom och kör till en fest som en av hans vänner håller. Där träffar han en ung kvinna, Betty, som blir intresserad av hans skrivande. Inspirerad till att fortsätta sitt skrivande ringer han till Desmonds hus för att berätta att han inte tänker stanna där, men får veta att Norma försökt begå självmord. Han rusar tillbaka till huset, där han tröstar henne och stannar. De två verkar relativt nöjda medan Norma fortsätter att arbeta med sitt manus, vilket hon senare skickar till Paramount Studios när hon anser det vara färdigt. Hon mottar ett telefonsamtal från Cecil B. DeMilles kontor och antar att han är intresserad av att filma projektet. Hon reser till studion för att träffa DeMille. Väl där får Gillis och butlern reda på att studion bara är intresserad av att hyra Normas gamla Isotta Fraschini till en film och att den inte är intresserad av hennes manus, men detta nämns inte för Norma.
Gillis börjar träffa Betty i smyg för att arbeta på sitt manus och de två blir kära i varandra. Norma får reda på detta varpå hon ringer till Betty och insinuerar vilken typ av man Joe verkligen är. Joe återvänder till huset i tid för att höra vad Norma sagt och tar telefonen från henne. Han säger åt Betty att komma till huset, där han berättar sin version av situationen innan han ber Betty att gå. Norma missförstår Joes handlingar och är tacksam mot Joe, men han skjuter undan henne och börjar att packa för att lämna huset. Norma hotar med att skjuta honom, men han tar inte hennes ord på allvar. Medan han går därifrån följer hon efter honom och skjuter honom flera gånger innan han faller död ner i poolen.
Efter att ha förklarat liket i poolen återvänder filmen till nutid, där Norma Desmond verkar leva i en fantasi. Nyhetskameror kommer för att filma henne, och hon tror att hon är på inspelningen av sin nya film. Hon går långsamt ner för den stora trappan och, efter att ha hållit ett tal där hon uttrycker sin lycka över att få göra en ny film (vilket kulminerar i filmens mest kända replik "All right, Mr DeMille, I'm ready for my close up."), sträcker hon sig mot kameran, bilden bleknar till vitt och berättaren drar slutsatsen att Normas dröm om att få agera för kameran på ett oväntat sätt gått i uppfyllelse.

## Rollista i urval
- Gloria Swanson – Norma Desmond, före detta filmstjärna
- William Holden – Joe Gillis, misslyckad författare
- Erich von Stroheim – Max von Mayerling, Normas butler
- Nancy Olson – Betty Schaefer, manusförfattare/lektör
- Fred Clark – Sheldrake
- Lloyd Gough – Morino
- Jack Webb – Artie Green
- Cecil B. DeMille – sig själv
- Anna Q. Nilsson –  sig själv

I filmen finns fyra större roller, de är de fyra första som nämns ovan. De andra tre är små biroller och utöver dessa fanns åtskilliga korta cameoframträdanden.

## Övrigt filmteam i urval
- Fotograf: John F. Seitz
- Klippning : Arthur P. Schmidt
- Scenografi : Hans Dreier, John Meehan
- Kostym : Edith Head
- Regiassistenter : Charles C. Coleman, Gerd Oswald
- Ljud : John Cope, Harry Lindgren
- Specialeffekter : Gordon Jennings
- Visuella effekter : Farciot Edouart

## Bakgrund
Gatan som filmen har fått sitt namn ifrån har associerats med Hollywoods filmproduktion sedan 1911 när stadens första filmstudio öppnades på Sunset Boulevard. Filmarbetare bodde anspråkslöst i det växande grannskapet, men under 1920-talet steg intäkterna och lönerna till nivåer som inte skådats tidigare. Med uppkomsten av "stjärnsystemet" byggdes villor som var orimligt luxuösa i området. Stjärnorna fascinerade människor över hela världen då tidningar rapporterade om deras utsvävningar.
Som ung man i Warszawa i Polen var Billy Wilder intresserad av amerikansk kultur; mycket av hans intresse grundades på amerikanska filmer. Under det sena 1940-talet fanns fortfarande många av de stora Hollywoodvillorna kvar, och Wilder (som då bodde i Los Angeles) insåg att de var en del av hans dagliga liv. Många före detta stjärnor från stumfilmseran bodde fortfarande i dem; även om de flesta inte längre hade något att göra med filmindustrin. Wilder undrade hur de levde sitt liv nu när de inte längre stod i rampljuset och började fantisera ihop en berättelse om en stjärna som tappat sitt kändisskap och förmågan att locka människor till biograferna.

## Rolltillsättning
1948 diskuterade Billy Wilder Norma Desmond-karaktären med Greta Garbo (som inte hade gjort någon film sedan 1941) då han hoppades att hon kanske skulle återvända till filmen. Hon visade dock inte särskilt mycket intresse för rollen och den erbjöds istället Mae West som ansåg sig själv vara för ung för att spela en före detta stumfilmsstjärna. Wilder har senare sagt att han tillsammans med Charles Brackett "i ett slag av vansinne" träffade Mary Pickford, som var intresserad men försiktig och blev avvisad då hon var missnöjd med handlingen. Wilder och Brackett försökte också få Pola Negri till rollen som "blev fly förbannad av förslaget att spela en föredetting" och avböjde den.

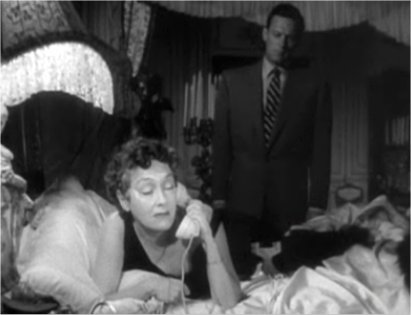
Gloria Swanson och William Holden.

George Cukor föreslog Gloria Swanson. Wilder kommenterade senare att de inte hade haft henne i beaktande eftersom de trodde att hon "på något sätt var omöjlig att få". Swanson hade varit en av de största skådespelerskorna från stumfilmseran; känd för sin skönhet, talang och extravaganta livsstil. Vid toppen av hennes karriär 1925 skulle hon ha emottagit 10 000 brev från fans under en enda vecka och hade bott i ett italienskinspirerat palats på Sunset Boulevard från 1920 fram till tidigt 1930-tal. Hon liknade Norma Desmond-karaktären på flera sätt och likt Desmond hade hon inte heller bemästrat övergången till ljudfilm. Likheterna slutade dock där, då Swanson accepterade att filmkarriären var slut och flyttade till New York under tidigt 1930-tal för att arbeta med radio och senare även med TV. Även om Swanson inte sökte någon comeback väcktes hennes intresse när Wilder diskuterade rollen med henne.
Swanson blev förtretad när hon blev kallad till en provspelning, då hon ska ha sagt att hon "gjort tjugo filmer för Paramount. Varför vill de att jag ska på audition?". Hennes reaktion blev sedan ett eko i manuset när Norma Desmond förklarar att "without me there wouldn't be any Paramount". I sina memoarer mindes Swanson att hon frågade Cukor om det var orimligt av henne att vägra göra en provspelning. Cukor svarade att det var för rollen som Norma Desmond som hon skulle bli ihågkommen. "Om de säger åt dig att göra tio provspelningar, gör tio provspelningar eller så skjuter jag dig personligen", svarade Cukor. Hans entusiasm övertygade Swanson att delta. I en intervju från 1975 kom Wilder ihåg Swanson reaktion med observationen "det fanns mycket Norma i henne".
Montgomery Clift skrev på för rollen som Joe Gillis men drog tillbaka det, antagligen på grund av rädslan för osmickrande liknelser med hans eget liv, eftersom han hade en relation med en äldre kvinna. Fred MacMurray avböjde också rollen. William Holden, som hade gjort en imponerande debut i Golden Boy (1939) och Vår lilla stad (1940) (vilka följdes av militärtjänstgöring under andra världskriget och en mindre framgångsrik återkomst till filmen under det sena 1940-talet), gick med på att spela rollen.
Erich von Stroheim, en ledande filmregissör under 1920-talet (som dessutom hade regisserat Swanson), skrev på för rollen som Max, den plikttrogne butlern och Normas beskyddare. För rollen som Betty Schaefer ville Wilder ha en nykomling som kunde föreställa en vanlig helylletjej i kontrast till Swansons överdrivna Desmond. Han valde Nancy Olson, som nyligen hade varit uppe som förslag till rollen som Delila i DeMille's Simson och Delila.

## Manus
Wilder och Bracket började att arbeta med ett manus 1948 men resultaten tillfredsställde dem inte. I augusti samma år hyrdes D.M. Marshman, Jr. (en före detta journalist för Life Magazine) för att utveckla berättelsen efter att Wilder och Bracket blivit imponerade av den kritik han framförde för deras film Kejsarvalsen (1948).
I ett försök att hålla detaljerna av handlingen från Paramount Studios och undvika en restriktiv censur på grund av Hayskoden skickade de manuset sida för sida. Censuren krävde att vissa repliker skulle skrivas om, till exempel Gillis replik "I'm up that creek and I need a job" som blev "I'm over a barrel. I need a job". Chefer på Paramount trodde att Wilder arbetade på en version av en berättelse med namnet "A Can of Beans" (en berättelse som inte existerade) och gav honom en relativt stor frihet i att fortsätta som han ville. Endast den första tredjedelen av manuset var skrivet när produktionen startade i början av maj 1949 och Wilder var osäker på hur filmen skulle sluta.

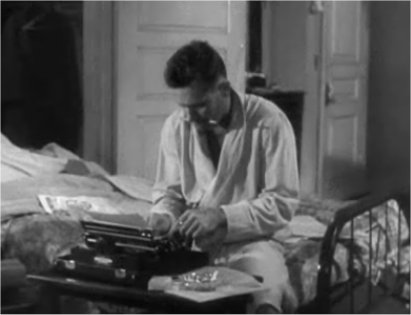
Joe Gillis arbetande på ett manus.

Manuset innehåller många referenser till Hollywood och manusförfattare, där Joe Gillis gör de flesta cyniska kommentarerna. Han summerar sin manusförfattarkarriär med orden "The last one I wrote was about Okies in the dust bowl. You'd never know because when it reached the screen, the whole thing played on a torpedo boat." I en annan ordväxling kommenterar Betty till Gillis "I'd always heard that you had some talent." och han svarar "That was last year. This year I'm trying to make a living."
Flera av Swansons repliker, som "All right Mr. De Mille, I'm ready for my close-up" och "I am big. It's the pictures that got small!" är vitt ihågkomna och citerade. Mycket av filmens kvickhet levereras genom Norma Desmonds kommentarer, som ofta följs av sarkastiska svar av Gillis. Desmond verkar inte höra några av dessa kommentarer, eftersom hon är uppslukad av sina egna tankar, och på grund av detta hörs några av Gillis repliker bara av publiken med Wilder som suddar ut gränsen mellan händelserna och Gillis berättande. Gillis svar till Desmonds rop om att "the pictures got small" är ett muttrat "I knew there was something wrong with them". Wilder varierar ofta strukturen, då Desmond tar Gillis kommentarer som seriösa och svarar därefter. Ett exempel är när de två diskuterar det överflödiga manuset Desmond arbetat på. "They'll love it in Pomona" observerar Gillis, med Desmonds svar "They'll love it everywhere".
I en uppsats om manuset beskrev manusförfattaren Richard Corliss Sunset Boulevard som "den definitiva Hollywoodskräckfilmen", med noteringen att nästan allt i filmen är spöklikt. Han pekade på att filmen berättas av en död man som Norma Desmond tar för en begravningsentreprenör, medan större delen av filmen utspelar sig i ett gammalt, mörk hus som bara öppnar dörren för de levande döda. Han jämförde Von Stroheims karaktär Max med Fantomen på Operan och Norma Desmond med Dracula, då han noterade att medan hon förför Joe Gillis drar sig kameran taktfullt tillbaka med "den traditionella regissörsattityden som brukar användas vid Draculas förförelser". Han skrev att berättandet innehåller ett överflöd av billig sarkasm men gratulerade till slut manusförfattarna för att ha gett den dialogen till Joe Gillis, som inte presenterades som något mer än en dålig författare.
Wilder föredrog att lämna analysen av sina manus och filmer åt andra. När han blev tillfrågad om Sunset Boulevard var en svart komedi svarade han "Nej, bara en film".

## Nyckelpersonerna bakom kameran

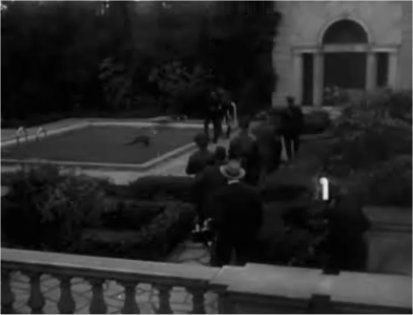
Filmens kanske mest berömda scen då Joe Gillis lik ses flyta i poolen.

Filmens mörka och skuggiga film noir foto var John F. Seitz förtjänst. Wilder hade arbetat med honom flera gånger förut och litade på hans bedömningar så mycket att Seitz själv fick bestämma hur scener skulle se ut. Seitz har senare sagt att när han frågade Wilder om vad han behövde för begravningsscenen för apan svarade Wilder "du vet, bara din standard apbegravningstagning". För några av interiörbilderna strödde Seitz damm framför kameran innan tagning för att få en mustig känsla; ett trick han hade använt sig av under produktionen av Kvinna utan samvete (1944).
Wilder var fast besluten att Joe Gillis lik skulle ses från botten av poolen, men att framställa denna effekt var svår. Kameran placerades inuti en specialgjord låda som sänktes under vattnet, men resultatet gjorde Wilder besviken och fler experiment följde. Tagningen lyckades till slut genom att placera en spegel på botten av poolen och filma Holdens spegelbild uppifrån med den förvrängda bilden av polismännen som står runt poolen och formar en bakgrund.
Filmhistorikern Tom Stempel skrev "I både Kvinna utan samvete och Sunset Boulevard gör Seitz något som alltid har imponerat på mig. Båda filmerna är film noir och hans finess är att båda utspelar sig i ett av de soligaste ställen, Los Angeles... han för ihop ljuset och mörkret i samma film utan några synbara sömmar ... han för samman det realistiska ljuset på Joe Gillis ute i den verkliga världen och den gotiska stämningen i Norma Desmonds hus. Igen utan några synbara sömmar".
Edith Head designade kläderna. Wilder, Head och Swanson var överens om att Norma Desmond skulle ha hängt någorlunda med tidens modetrend, så Head designade kostymer som liknade Dior- och Chanelstilen från mitten av 1940-talet. Utsmyckningar gjordes för att göra kläderna mer personliga och reflektera Norma Desmonds smak. Swanson skrev i sin biografi att kläderna var "en gnutta omoderna, en gnutta exotiska". Head beskrev senare sitt uppdrag som "det svåraste i hennes karriär" och förklarade hur hon skapade kläderna med kommentaren "Eftersom Norma Desmond var en skådespelerska som hade villat bort sig i sin egen fantasi försökte jag få henne att se ut som om hon alltid imiterade någon". Head har senare sagt att hon litade till Swansons expertis eftersom "hon skapade ett förflutet som hon kände till men inte jag".
Head designade William Holdens kläder och även för de mindre rollerna, men för att få lite autenticitet instruerade Wilder von Stroheim och Nancy Olson att bära sina egna kläder.
Musiken till filmen skrevs av Franz Waxman. Hans ledmotiv för Norma Desmond baserades på tangomusik, vilket han inspirerats till av hennes referens till att ha dansat tango med Rudolph Valentino. Ledmotivet var en kontrast mot Joe Gillis bebopmotiv. Waxman använde också förvrängda arrangemang av populära filmmusikstilar från 1920- och 1930-talet för att antyda vad som föregick i Desmonds hjärna. Filmens soundtrack släpptes på cd för första gången 2002.
Den överdrivna dekadensen i Norma Desmonds hem skapades av scenografen Hans Dreier, som hade en karriär vilken sträckte sig tillbaka till stumfilmseran. Han hade även skapat interiörerna för några filmstjärnors hus, inklusive Mae Wests. William Haines, en scenograf och tidigare skådespelare, försvarade senare kritik av Dreiers kulisser med observationen "Bebe Daniels, Norma Shearer och Pola Negri hade alla hem med sådana fula interiörer".
Under filmningen gavs en stor del publicitet åt hälsomedvetna Gloria Swansons ungdomsfulla utseende, vilket inte var i tillräckligt stor kontrast till William Holdens mogna dito. Wilder insisterade på att åldersskillnaden skulle göras större och instruerade sminkören Wally Westmore att få Swanson att se äldre ut. Swanson menade att en kvinna i Norma Desmonds ålder, med hennes stora rikedom och hängivenhet åt sig själv, inte nödvändigtvis behövde se gammal ut och föreslog att Holden istället skulle sminkas för att se yngre ut. Wilder gick med på det och Westmore fick i uppdrag att göra så att William Holden såg yngre ut. Detta gjorde i sin tur att Swanson kunde spela Norma som en mer sofistikerad och glamorös figur än vad Wilder hade planerat från början.

## Drag av autenticitet
När han nästlade sig in i Hollywoods "illusionsvärld" placerade Wilder berättelsen i en så autentisk miljö som möjligt och använde sig av Hollywoods historia. Norma Desmonds namn tros vara inspirerat av William Desmond Taylor, som hade blivit mördad 1922, och hans nära medarbetare och vän Mabel Normand, vars karriär förstördes av skandalerna runt Taylors mord.
Swanson ansågs vara en passande representant för Hollywoods förflutna; nostalgiskt ihågkommen av äldre filmbesökare, men okänd för många av de yngre. Hennes personliga samling av fotografier dekorerade inspelningsplatsen av Norma Desmonds hem, vilket gjorde att Desmonds fiktiva förflutna liknade Swansons riktiga karriär.
Manuset refererar till riktiga filmer såsom Borta med vinden och riktiga personer som Darryl F. Zanuck, D. W. Griffith, Tyrone Power, Alan Ladd, Adolphe Menjou, Rudolph Valentino, Rod La Rocque, Vilma Bánky, John Gilbert, Mabel Normand, Bebe Daniels, Marie Prevost, Betty Hutton och Barbara Stanwyck samt Svarta Dahlian-mordet. Norma Desmond uttrycker beundran för Greta Garbo.

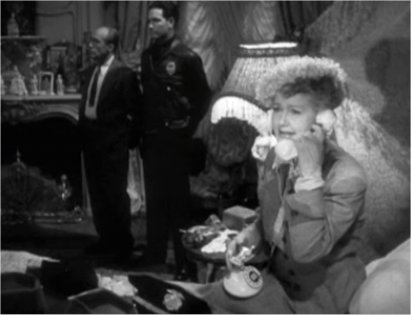
Hedda Hopper i en cameo som sig själv.

Wilder förlängde sina Hollywoodreferenser till några av rollerna. Erich von Stroheim var en ledande regissör från stumfilmseran. I rollen som Max ser han på en film med Norma Desmond, och den scen som skymtar snabbt kommer från Queen Kelly (1929) som von Stroheim själv hade regisserat med Swanson i huvudrollen. Cecil B. DeMille (ofta ansedd som den person som gjorde Swanson till en stjärna) spelar sig själv och scenen med honom spelades in på inspelningsplatsen för hans dåvarande film Simson och Delila vid Paramount Studios. Han kallar Norma för "young fellow", det smeknamn han hade kallat Swanson; en annan autentisk detalj föreslagen av DeMille.
Normas vänner som kommer för att spela bridge med henne är de gamla stumfilmsstjärnorna Buster Keaton, Anna Q. Nilsson och H. B. Warner, som likt DeMille spelar sig själva (vilket också står i eftertexterna). Hedda Hopper spelar också sig själv, rapporterande om Norma Desmonds fall under filmens sista scener.
I en komisk scen spelar Norma Desmond upp en pantomim för Joe Gillis där hon gestaltar en av Mack Sennetts "badande skönheter"; en hyllning till Swansons tidigaste filmroller. Hon spelar också upp en Charlie Chaplin-imitation identisk den hon gjorde i filmen Masquerade (1924).
Wilder använde även autentiska lokaler. Joe Gillis hem i Alto-Nidolägenheterna var ett riktigt lägenhetshus som låg nära Paramount Studios och ofta inhyste stretande manusförfattare. Scenerna med Gillis och Betty Schaefer på Paramounts bakgård spelades in på den riktiga bakgården och interiören i Schwab's apotek blev noggrant återskapat för flera scener. Exteriörscenerna av Desmonds hus spelades in nära ett gammalt hem på Wilshire Boulevard byggt under 1920-talet, som 1949 ägdes av J. Paul Gettys exfru. Huset, som även användes i Ung rebell, har sedan dess rivits och platsen används för kontorsbyggnader istället.

## Kritik och reaktioner
Wilder och Brackett var nervösa över att ha en stor förhandsvisning i Hollywood och bestämde sig för att förhandsvisa filmen i Evanston, Illinois. Originalklippningen började med en scen inne på ett bårhus, med liken som diskuterar hur de kom dit. Joe Gillis var ett av liken och påbörjade sin historia. Publiken skrattade åt scenen och verkade osäkra på om de skulle se resten av filmen som ett drama eller en komedi. Efter en liknande reaktion under filmens andra förhandsvisning raderades öppningsscenen. Den nya klippningen blev väl emottagen i Poughkeepsie, New York.
I Hollywood arrangerade Paramount en privat visning för de olika studiocheferna och speciellt inbjudna gäster. Efter att ha sett filmen böjde sig Barbara Stanwyck ner för att kyssa fållen på Gloria Swansons kjol. Swanson berättade senare att hon hade letat efter Mary Pickford och fått svaret "Hon kan inte visa sig själv Gloria. Hon är alldeles för tagen. Det är vi alla". Louis B. Mayer skällde ut Wilder inför den samlade skaran celebriteter med orden "Du har skämt ut industrin som gjorde och födde dig. Du borde hällas över med tjära och fjädrar och sparkas ut från Hollywood". Skådespelaren Mae Murray, en av Swansons samtida, blev förnärmad över filmen och kommenterade "Ingen av oss var sådär galen".
Sunset Boulevard genererade många positiva recensioner från kritikerna. Time Magazine beskrev det som en berättelse om "Hollywoods sämsta, berättad av Hollywoods bästa" medan Boxoffice Review skrev att "filmen kommer att hålla åskådare trollbundna". James Agee, som skrev för Sight and Sound, hyllade filmen och sa att Wilder och Brackett var "väl utrustade att göra det kalla, exakta, skickliga, bittra jobb de har gjort". Good Housekeeping beskrev Swanson som en "stor dam vars magi sträcker sig till ett till årtionde" medan Look Magazine hyllade hennes "briljanta och oförglömliga rolltolkning".
Några kritiker förutsåg korrekt filmens ihållande dragningskraft. The Hollywood Reporter skrev att framtida generationer skulle "ge sig själva i uppgift att analysera [filmens] varaktighet och storhet" medan tidningen Commonweal sa att i framtiden "kommer Library of Congress vara glada över att ha en kopia av Sunset Boulevard i sina arkiv".
De få negativa kommentarerna inkluderade de från The New Yorker som beskrev filmen som "en pretentiös bit av Roquefortost", som bara innehöll "grunden till en bra idé". Thomas M. Pryor skrev för New York Times att idén att använda den döde Joe Gillis som berättare var "totalt ovärdigt av Brackett och Wilder, men det inverkar lyckligtvis inte på framgången för Sunset Boulevard".
Efter att ha gått i sju veckor vid Radio City Music Hall rapporterade tidningen Variety att filmen hade spelat in "runt 1 020 000 dollar" vilket gjorde den till en av Radio City Music Halls mest framgångsrika filmer. Variety noterade också att medan den "slog rekord i stora städer, spelar den in mindre än genomsnittet i mindre". För att göra reklam för filmen reste Gloria Swanson genom USA med tåg och besökte 33 städer på några få månader. Publiciteten hjälpte till att locka människor till biograferna men på många platser ansågs filmen inte vara någon framgång.
Vid den svenska premiären hyllades den överlag av de svenska kritikerna. I Dagens Nyheter skrev Carl Björkman:
"Sunset Boulevard är en rikt matad film. När den inte ängsligt offrar åt Hollywoods schablon befinner den sig så långt som möjligt just från den schablonen. Den är inte snäll och inställsam, utan grym och frånstötande. Ur dyn gräver den fram ett otäckt gammalt vrak och visar hur det ter sig ut när ljuset faller på det och det försöker segla en stund."
Även Gloria Swanson fick beröm för sin roll:
"Det väsentliga är att resultatet blivit en stark och gripande gestaltning, där det mänskligt monumentala och kvinnligt ömkliga, förljugenhet och blottade nerver, förledande charm och motbjudande fåfänga smält samman i en syntes av liv och sanning. Att den svenskättade stjärnan av igår under de sista decennierna levt i skymundan må ha andra orsaker – någon dålig skådespelerska är hon sannerligen icke."

## Nomineringar och utmärkelser
Sunset Boulevard vann Oscars i kategorierna:
- Bästa scenografi, Svart-vitt (Hans Dreier, John Meehan, Sam Comer och Ray Moyer)
- Bästa filmmusik, Filmmusik för en dramatisk eller komisk film (Franz Waxman)
- Bästa manus, Berättelse och manus (Charles Brackett, Billy Wilder och D.M. Marshman, Jr.)

Den blev även nominerad i kategorierna:
- Bästa film
- Bästa regi (Billy Wilder)
- Bästa manliga huvudroll (William Holden)
- Bästa manliga biroll (Erich von Stroheim)
- Bästa kvinnliga huvudroll (Gloria Swanson)
- Bästa kvinnliga biroll (Nancy Olson)
- Bästa foto, Svart-vitt (John F. Seitz)
- Bästa klippning (Arthur P. Schmidt och Doane Harrison)[13]

Sunset Boulevards elva nomineringar överträffades bara av de fjorton nomineringarna som Allt om Eva fick, vilken vann sex priser inklusive Bästa film och Bästa regi. Många kritiker spådde att priset för Bästa kvinnliga huvudroll skulle ges till Gloria Swanson eller Bette Davis för Allt om Eva, och var förvånade över att priset gick till nykomlingen Judy Holliday för Född i går. Swanson kom ihåg pressens reaktioner efter Hollidays vinst med orden "Det gick sakta upp för mig att de frågade efter en stor scen [från mig], eller ännu bättre, en galen scen. Närmare bestämt försökte de få fram Norma Desmond".
I en intervju senare sa Davis att hon och Swanson hade "utmanövrerat varandra", men 1982 berättade hon för Playboy Magazine om sin beundran för Swansons rolltolkning med orden "Om hon hade vunnit hade jag ropat hurra. Hon var sensationell, helt fantastisk".
Sunset Boulevard fick även Golden Globe-nomineringar för Bästa film – Drama, Bästa kvinnliga skådespelare (Swanson), Bästa regi och Bästa filmmusik. Wilder och Brackett vann ett pris från Writer's Guild of America för Bästa skrivna amerikanska drama medan Director's Guild of America nominerade Wilder för Enastående regiprestation inom film. National Board of Review of Motion Pictures röstade fram filmen som bästa film och Swanson som bästa skådespelerska.

## EfterSunset Boulevard
Sunset Boulevard var Wilders och Bracketts sista samarbete. Deras relation förstördes av dispyter om hur montagescener där Norma förbereder sin återkomst till bioduken skulle göras. Filmen markerade en ungefärlig mittpunkt av Wilders mest framgångsrika år.
Charles Bracketts karriär i Hollywood fortsatte efter uppsplittringen med Wilder. Han vann en Oscar för sitt manus till Titanic (1953), och han skrev Niagara (1953); Marilyn Monroes genombrott som skådespelare i ett drama. Det var dock Wilder som insåg Monroes komiska talanger i Flickan ovanpå (1955) och I hetaste laget (1959). Bracketts karriär avtog mot slutet av 1950-talet.

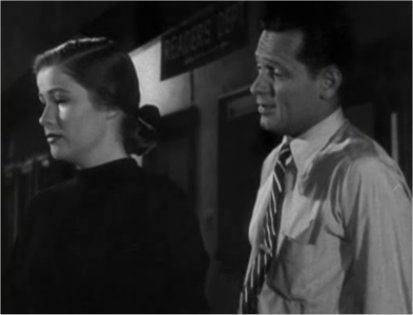
Sunset Boulevard var den första filmen i vilken Nancy Olson och William Holden spelade mot varandra.

William Holden började få fler viktiga roller och hans karriär blomstrade. 1953 vann han en Oscar för Bästa manliga huvudroll i Fångläger nr 17 (som också regisserades av Wilder) och 1956 var han den skådespelare som lockade flest besökare till biograferna i USA.
Nancy Olson och William Holden ansågs vara en framgångsrik kombination och hon spelade mot honom i flera filmer under 1950-talet. Det var dock ingen av dessa filmer som kom i närheten av deras tidigare framgång. Olson fortsatte agera i Den tankspridde professorn (1960) och Det knallar och går (1961) mot Fred MacMurray, men trots att filmerna var populära hos biobesökare avstannade hennes karriär.
Gloria Swanson lyckades heller inte upprepa framgången i Sunset Boulevard. Trots att hon blev erbjuden manus tyckte hon att de alla var dåliga imitationer av Norma Desmond. Då hon såg en karriär framför sig som till slut skulle göra att hon spelade "en parodi av en parodi", pensionerade hon sig mer eller mindre från filmen.
1957 påbörjade Swanson diskussioner med Paramount Studios om att göra Sunset Boulevard till en musikal kallad Boulevard!. I hennes version fick Gillis och Schaefers romans blomstra och istället för att skjuta Gillis i slutet gav Norma paret sin välsignelse och skickade iväg dem för att leva "lyckliga i alla sina dagar". Swanson anställde Dickson Hughes och Richard Stapley for att komponera musiken, vilken blev färdigställd och inspelad och senare dök upp på LP; Swanson framförde en helt orkesterkomponerad del på Steve Allens TV-program. Paramount Studios, som ägde upphovsrättigheterna, uppmuntrade Swanson att fortsätta men drog tillbaka sitt tillstånd 1959 med motiveringen att de inte tillät en tolkning som skadade filmen existerande och framtida anseende. Paramount tillät TV-produktioner för Lux Video Theatre med Miriam Hopkins, och Robert Montgomery Presents med Mary Astor och Darren McGavin eftersom tolkningarna var originalmanuset trogna.
Sunset Boulevard visades i New York 1960 och fick sådant positivt mottagande att Paramount arrangerade en begränsad nypremiär i biografer runtom i USA.

## Filmens nuvarande status
1989 blev filmen en av de 25 första invalda för att bevaras i USA:s National Film Registry, efter att Library of Congress ansett dem vara "kulturellt viktiga".
American Film Institute har gjort flera enkäter som bevisar filmens fortsatta dragningskraft och i vilken beaktande filmen hålls av de moderna filmskapare som svarar på enkäterna. 1998 blev Sunset Boulevard rankad som nummer 12 på en lista av de 100 bästa filmerna. 2004 blev två citat från Sunset Boulevard inkluderade i AFI:s enkät om de bästa filmcitaten: "All right, Mr. DeMille. I'm ready for my close-up" (#7) och "I am big. It's the pictures that got small" (#24).
2005 blev Franz Waxmans filmmusik listad som nummer 16 på AFI:s lista över de 25 filmerna med bäst filmmusik.
Roger Ebert har hyllat Holdens och Von Stroheims skådespeleri och har beskrivit Swansons som "en av de allra bästa rolltolkningarna någonsin". Han säger att Sunset Boulevard "fortsätter att vara det bästa dramat som gjorts om film eftersom den ser genom illusionerna". Pauline Kael beskrev filmen som "nästan för smart, men som bäst just i sin smarthet", och skrev även att det var vanligt att "höra Billy Wilder bli kallad världens främste regissör". När Wilder dog pekade många dödsannonser ut Sunset Boulevard som ett av hans viktigaste arbeten, tillsammans med Kvinna utan samvete (1944) och I hetaste laget (1959).
I slutet av 1990-talet var de flesta kopior av Sunset Boulevard i dåligt skick, och eftersom filmen var en av de sista att filmas på nitratfilm hade mycket av originalnegativen försvunnit. Paramount Studios, som ansåg att filmen förtjänade en total restaurering, startade ett påkostat projekt för att få filmen digitalt restaurerad. Den restaurerade versionen släpptes på dvd 2002. En BBC-recension av den restaurerade filmen från 2003 beskrev den som "den bästa filmen som någonsin gjorts om det narcissistiska helvetet som är Hollywood".

## Andra filmer om Hollywood
Även om Hollywood hade gjort filmer om den egna industrin sedan 1920-talet hade de flesta av dem, som It's a Great Feeling (1949), varit trevliga och roliga. Andra, som What Price Hollywood? (1932) och Hollywood (1937), pekade mot Hollywoods mörka sida utan att direkt visa den. Sunset Boulevard anses vara en av de första som visar en sådan extrem cynism. Den följdes snabbt av Illusionernas stad (1952), Singin' in the Rain (1952) och musikalversionen av Hollywood; En stjärna föds (1954). Även om inga av dem var särskilt självkritiska, visade de alla den lätthet och grymhet med vilken Hollywood kastade bort en filmstjärna som inte längre stod på toppen av karriären.
Sunset Boulevard följdes av andra filmer som handlade om en äldre skådespelerska som krampaktigt håller tag om sin förflutna berömmelse, som Bette Davis i The Star (1952) och Vad hände med Baby Jane? (1962), Joan Crawford i Torch Song (1953), Geraldine Page i Ungdoms ljuva fågel (1962), Susan Hayward i Dockornas dal (1967) och Faye Dunaway i Mommie Dearest (1981). Scenariot med en äldre kvinna med en gigolo användes också som handling, då utan Hollywood som bakgrund, i filmer som The Roman Spring of Mrs. Stone (1961) med Vivien Leigh och Warren Beatty, medan Katharine Hepburns fall till vansinne i Plötsligt i somras (1959) har jämförts med Norma Desmonds sista scen. Gräshopporna (1975) och Den siste magnaten (1976) framställer Hollywood som ett bittert ställe och använder, likt Sunset Boulevard, riktiga kulisser.
Bland de senare filmer som diskuterar Sunset Boulevard i manusen eller imiterar dess scener och dialoger är Älsklingsfiende (1991), Spelaren (1992), Gods and Monsters (1998), Mulholland Drive (2001) och Be Cool (2005). Den avslutande scenen i Cecil B. DeMented (2000) är en parodi på Sunset Boulevards berömda slutscen.
På TV inspirerade filmen ett avsnitt av Twilight Zone, i vilket en åldrande filmstjärna återupplever sin svunna berömmelse genom att se på sina gamla filmer och samtidigt isolera sig själv från den riktiga världen.

## Musikalen
En musikalversion (som också heter Sunset Boulevard) med musik av Andrew Lloyd Webber samt manus och sångtexter av Don Black och Christopher Hampton sattes upp i London 1993. Filmen var från början menad att bli adapterad av Stephen Sondheim men han gav upp efter att ha träffat Billy Wilder som föreslog att han skulle skriva en opera istället för en musikal. Efter det blev John Kander och Fred Ebb tillfrågade, innan Lloyd Webber till slut tog tillfället att skapa en musikal baserad på filmen.
Produktionen följde filmens handling nära; den hade kvar mycket av dialogen och försökte att presentera liknande kulisser. Billy Wilder kommenterade "Jag gratulerar [författarna] till [att ha gjort] något väldigt genialt; de lämnade handlingen ifred. En kvinna kommer fram och säger 'I am big, it's the pictures that got small.' Jag blev väldigt förvånad när jag hörde orden, många av dem likadana som i filmen och några av dem till musik. Jag är ingen expert på musik men det lät bra i mina öron". Musikalen visades i en uppsättning på Broadway följande år. Bland skådespelerskorna som spelat Norma Desmond finns Patti Lupone, Elaine Paige, Betty Buckley och Petula Clark i London tillsammans med Glenn Close i Los Angeles och Betty Buckley i New York.
I juli 2005 meddelade Lloyd Webbers Really Useful Group att en filmversion av musikalen med Glenn Close och Ewan McGregor skulle produceras tillsammans med Paramount och Relevant Picture Company, med en förväntad biopremiär 2006, men projektet blev framflyttat till 2009. Meddelandet gav blandade känslor, då många trodde att originalet aldrig skulle kunna göras om eller kopieras. Det har också övervägts om Hugh Jackman, som gjorde rollen som Joe Gillis i den australiensiska produktionen av musikalen, ska göra Joe i musikalfilmen.